# Teófanes el Griego

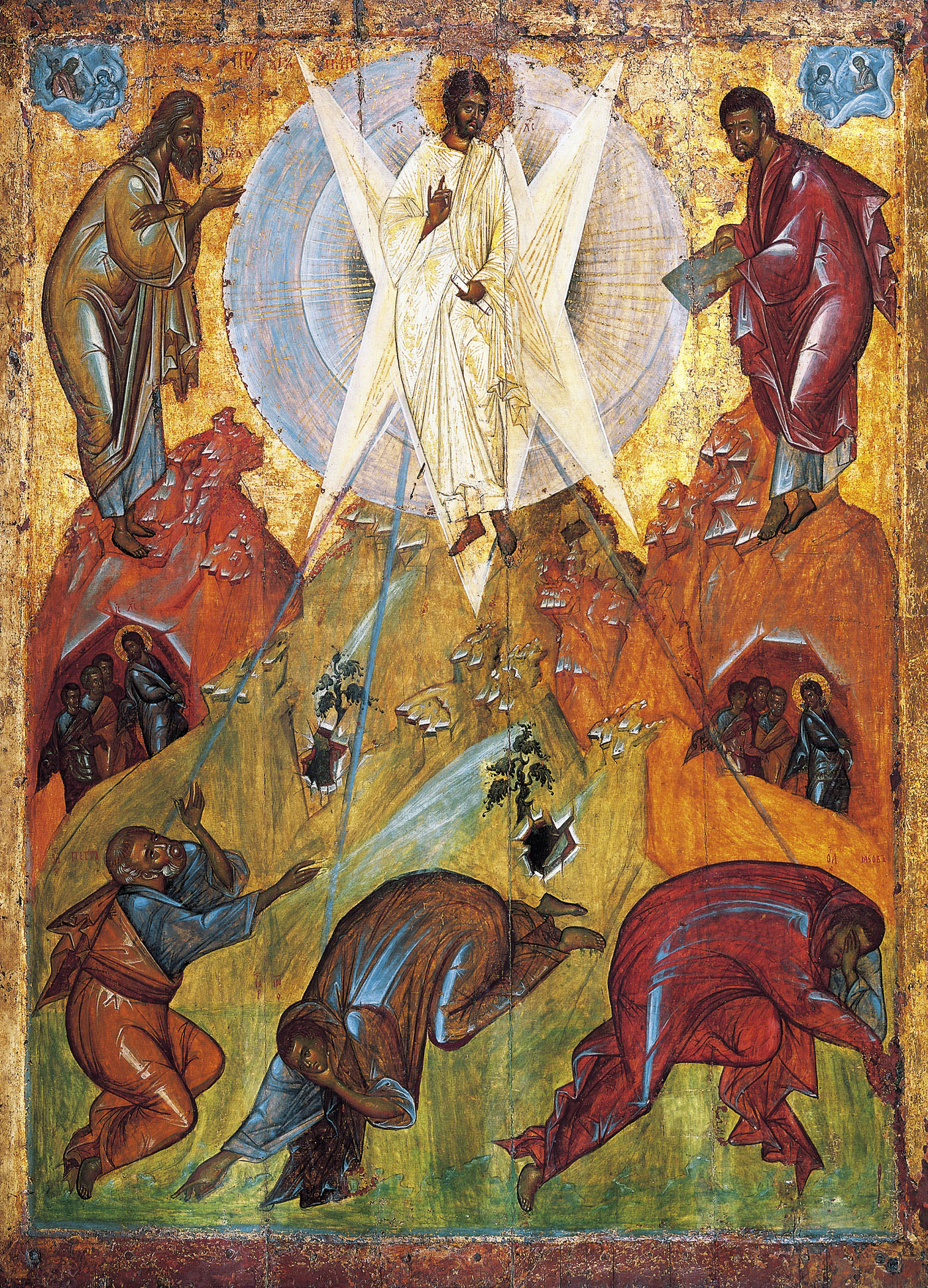
Transfiguración de Jesús (1408).

Teófanes el Griego (también conocido como Feofán Grek, en ruso: Феофáн Грек, en griego: Θεοφάνης; c. 1340-c. 1410) fue un artista griego bizantino nacido en Constantinopla, que es reconocido como uno de los grandes pintores de iconos. Realizó la mayor parte de su trabajo en la Rusia moscovita, donde además entrenó a otros artistas, entre ellos a Andréi Rubliov.

## Biografía y estilo artístico

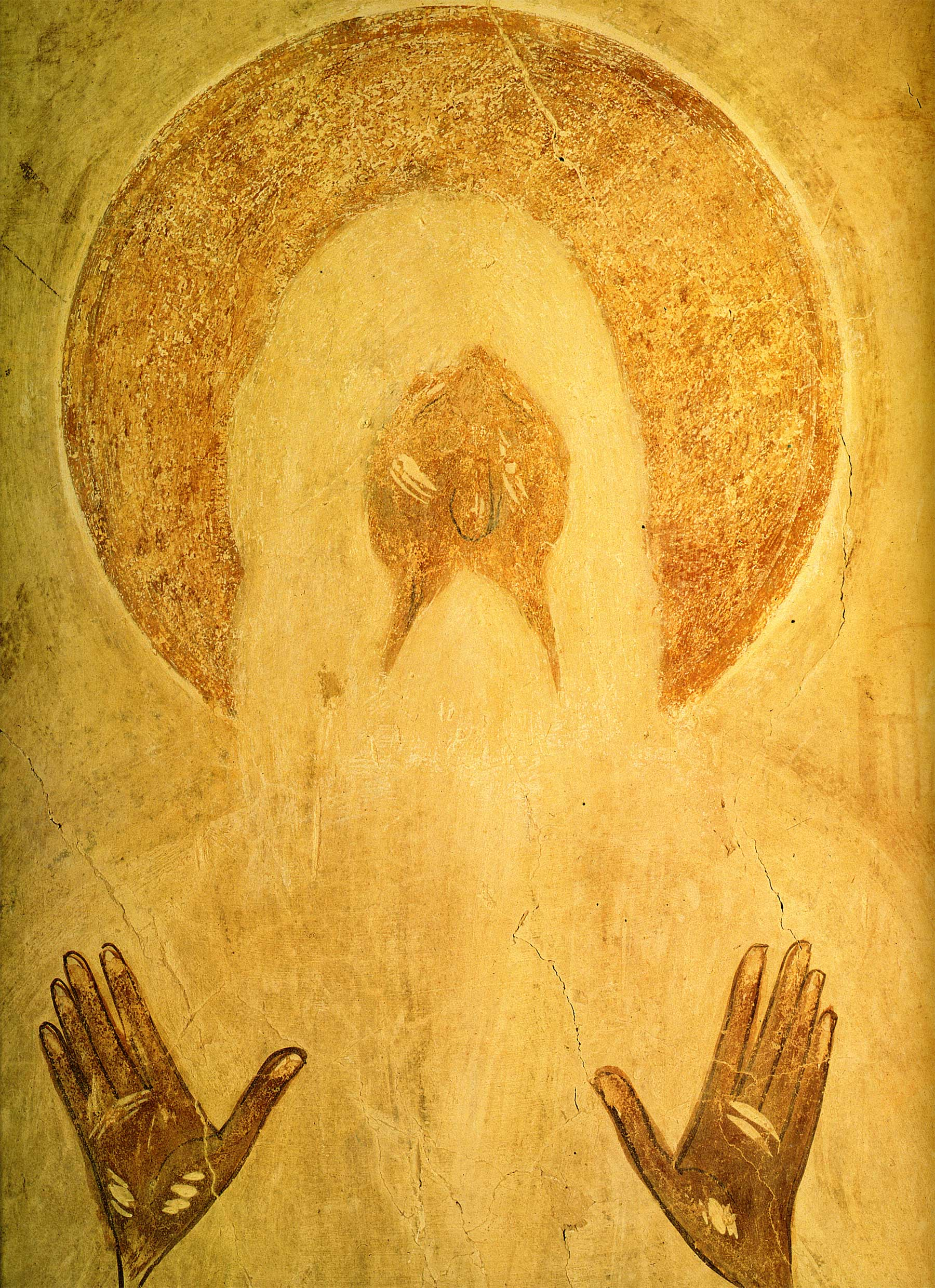
San Makarios de Egipto, fresco pintado con trazos expresionistas.

Teófanes nació en Constantinopla, la capital del Imperio bizantino. En 1370 se mudó a Nóvgorod, y desde 1395 residió en Moscú. Los moscovitas lo describieron como «entendido en filosofía» por su amplia erudición. Un ejemplo de su arte erudito puede verse en su icono de la Transfiguración de Jesús donde la llamativa geometría y brillo de la figura de Cristo se contrapone a la ordenada confusión de apóstoles sobre el pasaje terreno, arrojados como muñecos en las estribaciones del Monte Tabor. El balance armónico de las proporciones y las formas, sumado al uso magistral de ocres terrosos y dorados a la hoja, evocan una espiritualidad muy poderosa, y transmiten la genialidad de este relativamente desconocido pintor. 
Su estilo es considerado insuperable expresivamente , en especial si se trata de pinturas monocromas. Algunos de sus contemporáneos decían que «parecía pintar con una escoba» por la ejecución tosca, definida y remarcada de sus frescos más preciados, únicos en la tradición bizantina. 

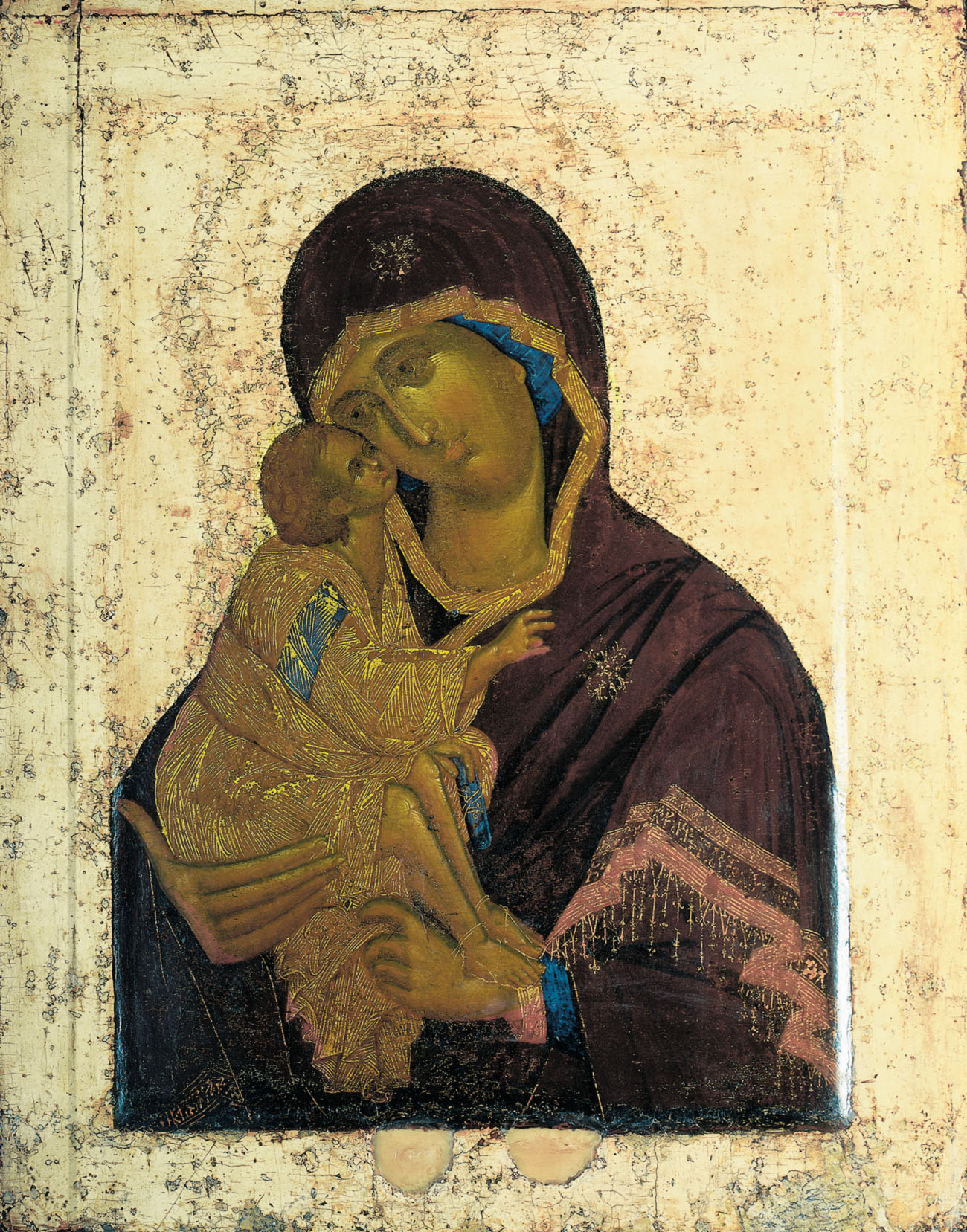
Nuestra Señora del Don.

## Obras de arte
Teófanes decoró con frescos los muros y cielorrasos de varias iglesias, incluyendo: 
- 1378 Iglesia de la Transfiguración en la calle Ilín, en Nóvgorod.
- 1395 Iglesia de la Natividad de María, del Kremlin, junto a Semión Chorny.
- 1399 Catedral del arcángel en el Kremlin de Moscú.
- 1405 Catedral de la Anunciación, del Kremlin, junto a Andréi Rubliov y Prójor de Gorodéts.

Entre sus iconos sobre panel, destacan:
- 1380 Nuestra Señora del Don
- 1392 Descanso de la Virgen María
- 1405 Virgen María y Juan el Bautista
- 1408 La transfiguración